# 千江有水千江月 (小說)
《千江有水千江月》為台灣作家蕭麗紅著作之長篇小說，1980年在《聯合報》連載，聯經出版1981年6月初版。書名出自南宋釋正受《嘉泰普燈錄》卷十八：「千山同一月，萬戶盡皆春。千江有水千江月，萬里無雲萬里天。」

## 背景
場景設在1970年代的台灣嘉義縣布袋鎮，小說生動地描繪出南台灣的生活，也有苦澀的愛情故事。小鎮精確地抓到在逐漸工業化的社會中，農村裡面的親密生活。蕭麗紅認為，台灣能夠立足幾個世紀以來，靠的就是台灣的價值與傳統。所以這部小說反映台灣社會發展演變的過程。

## 內容
該小說內容是寫書中主角貞觀與大信之間似有若無的愛情故事。貞觀四妗的小兒子銀祥因玩捉迷藏躲進棺材內被活活悶死，四妗的姪兒大信前來安慰。大信被虱目魚魚刺扎到咽喉，貞觀給他一根麥芽糖解除疼痛，二人因而結緣；隨著二人成長，情意日深。大信入伍後，因一場誤會，寫一封信給貞觀說：“妳這樣做，我很遺憾！”之後兩人就失聯了。貞觀的大妗守家三十年以待夫婿歸來，但是生還的夫婿竟然已經在日本娶老婆、還生了小孩。大妗為了還願，入廟帶髮修行。貞觀上山探望出家的大妗，與一名天真的小男孩偶遇。在童言童語中，貞觀豁然開朗，決心將她的痛苦還天、還地、還諸神佛。

## 人物
- 貞觀：一位心思敏感的年輕女性，透過在城市裡的新經驗，長輩的智慧以及她自己強烈又特有的自我認同，學會了成熟。貞觀經歷了初戀、痛苦及破滅，最終得到了如禪般的勝利。如貞觀想著：「言情愛是這樣的沒有理由；與大信相反的是，貞觀自小定篤、謹慎，她深識大信得本性的光明，她認為她看的沒錯，而一切的行事常是這樣的無有言悔；最主要的是貞觀認定：這天地之間，真正能留存下來的，也只有精神一物；她當然是個尊崇自己性靈的人。」[1]
- 大信：與貞觀間似有若無的愛情。貞觀認為他常有一些事情下不了決定，而且自小順遂，以致他不能很完全的擔當他自己，偏偏又是個固執成性，少聽人言。

## 評價
《千江有水千江月》是中華民國六十九年度聯合報小說獎長篇小說獎首獎作品，評審委員司馬中原認為：「內容是以布袋的蕭姓大家族為中心，從生活中體現傳統的習俗和親情，能與我們的文化道統融而為一，文字平實、洗鍊，情景生動、高妙；而著者在文字佈局格調，頗有《紅樓夢》的味道。另外，這篇小說生活性很強，寫得細緻深沈，且具有無限的愛心與無形的教化力，從古老的人平樸風情的觀念寫到今天重私利的社會，寫得相當厚道。」龍應台在《龍應台評小說》裡批評：「作者以極度感情式的、唯美式的、羅曼蒂克式近乎盲目的去擁抱、歌頌一個父尊子卑、男貴女賤的世界，對這樣一個世界沒有一點反省與懷疑，使《千江》成為一本非常膚淺的小說……。」

## 英譯
《A thousand moons on a thousand rivers》，Michelle Wu譯，哥倫比亞大學出版，2000年3月

## 研究
- 《蕭麗紅「千江有水千江月」中「月」意象之運用探討》，張博鈞，第二屆中文系大學部論文發表會論文集-受業集(二)，2001年5月
- 《作家筆下的布袋風景：以蕭麗紅作品「千江有水千江月」為例》，曾恕梅，第二屆嘉義研究學術研討會論文集，2007年4月
- 《蕭麗紅「千江有水千江月」中的女性宿命觀研究》，謝淑娟，華梵大學東方人文思想研究所碩士在職專班碩士論文，2012年7月
- 《蕭麗紅「千江有水千江月」人物研究》，王雅慧，國立高雄師範大學國文學系中國文學碩士班碩士論文，2012年
- 《蕭麗紅「千江有水千江月」探究》，陳幸足，國立中山大學中國文學系(夜間專班)碩士在職專班碩士論文，2014年

## 外部連結
- 影響廖淑華最深的一本書-千江有水千江月
- 蕭麗紅《千江有水千江月》